# تيو (لا كرونيا)
بلدية تيو (بالإسبانية: Teo)‏، هي إحدى بلديات مقاطعة لا كرونيا إحدى مقاطعات إسبانيا، و التي تقع في منطقة جليقية شمال غرب إسبانيا.
يبلغ عدد سكانها 15,331 نسمة وفقاً لإحصائية سنة (2002).

## أعلام
- ايزيكيل موسكيرا